# Мелокактус перуанский
Мелока́ктус перуа́нский (лат. Melocactus peruvianus) — вид кактусов рода Мелокактус, распространённых на западе Южной Америки в Эквадоре и Перу.

## Описание
Стебель серо-зелёный, шаровидный или цилиндрический, до 15 см высотой. Ребра (12—14) крупные, острые. Радиальные колючки (7—10) 1,5—3 см длиной, центральные (0—1) 2—4 см длиной. Все колючки красно-коричневые, растопыренные. Цефалий 2—8 см высотой и 4—6 см в диаметре, с многочисленными красно-коричневыми щетинками. Цветки темно-розовые. Плоды красные.